# Nord (Antarktika)
Nord je mali stjenoviti otok koji je najsjeverniji dio otočja Curzon. Francuska antarktička ekspedicija ga je 1951. ucrtala na karti i nazvala ga po položaju u skupini otoka, a fra. nord znači sjever.